# Dekanat Aschaffenburg-Ost
Das Dekanat Aschaffenburg-Ost ist eines von 20 Dekanaten im römisch-katholischen Bistum Würzburg.
Es umfasst den östlichen Teil des Landkreises Aschaffenburg, die Spessartgemeinden. Es grenzt im Osten an das Dekanat Lohr, im Süden/Südost an das Dekanat Miltenberg im Westen an das Dekanat Obernburg, Dekanat Aschaffenburg-Stadt und Dekanat Aschaffenburg-West und im Norden an das Dekanat Alzenau und das Nachbar-Bistum Fulda.
Siebzehn Pfarrgemeinden und vier Kuratien haben sich 2010 zu sieben Pfarreiengemeinschaften zusammengeschlossen. Laufachtal, St. Thomas Morus Laufach mit den Filialen Herz-Jesu Frohnhofen, St. Johannes der Täufer Hain und St. Nikolaus von Flüe, Haibach mit den Filialen St. Laurentius Dörrmorsbach, St. Johannes der Täufer Grünmorsbach bleiben Einzelpfarreien.
Dekan ist Erich Sauer, Pfarrer von Haibach. Sein Stellvertreter ist Alfred Bauer, koordinierender Pfarrer der Pfarreiengemeinschaft Goldbach. Verwaltungssitz ist Haibach.

## Gliederung
- Siehe auch: Liste der Kirchengebäude im Dekanat Aschaffenburg-Ost

Sortiert nach Pfarreiengemeinschaften werden die Pfarreien genannt, alle zu einer Pfarrei gehörigen Exposituren, Benefizien und Filialen werden nach der jeweiligen Pfarrei aufgezählt, danach folgen Kapellen, Klöster und Wallfahrtskirchen. Weiterhin werden auch die Einzelpfarreien am Ende aufgelistet.

### Pfarreiengemeinschaften

#### Pfarreiengemeinschaft Goldbach
- Pfarrei St. Maria Immaculata Goldbach
- Pfarrei St. Nikolaus Goldbach mit St. Wendelin Unterafferbach

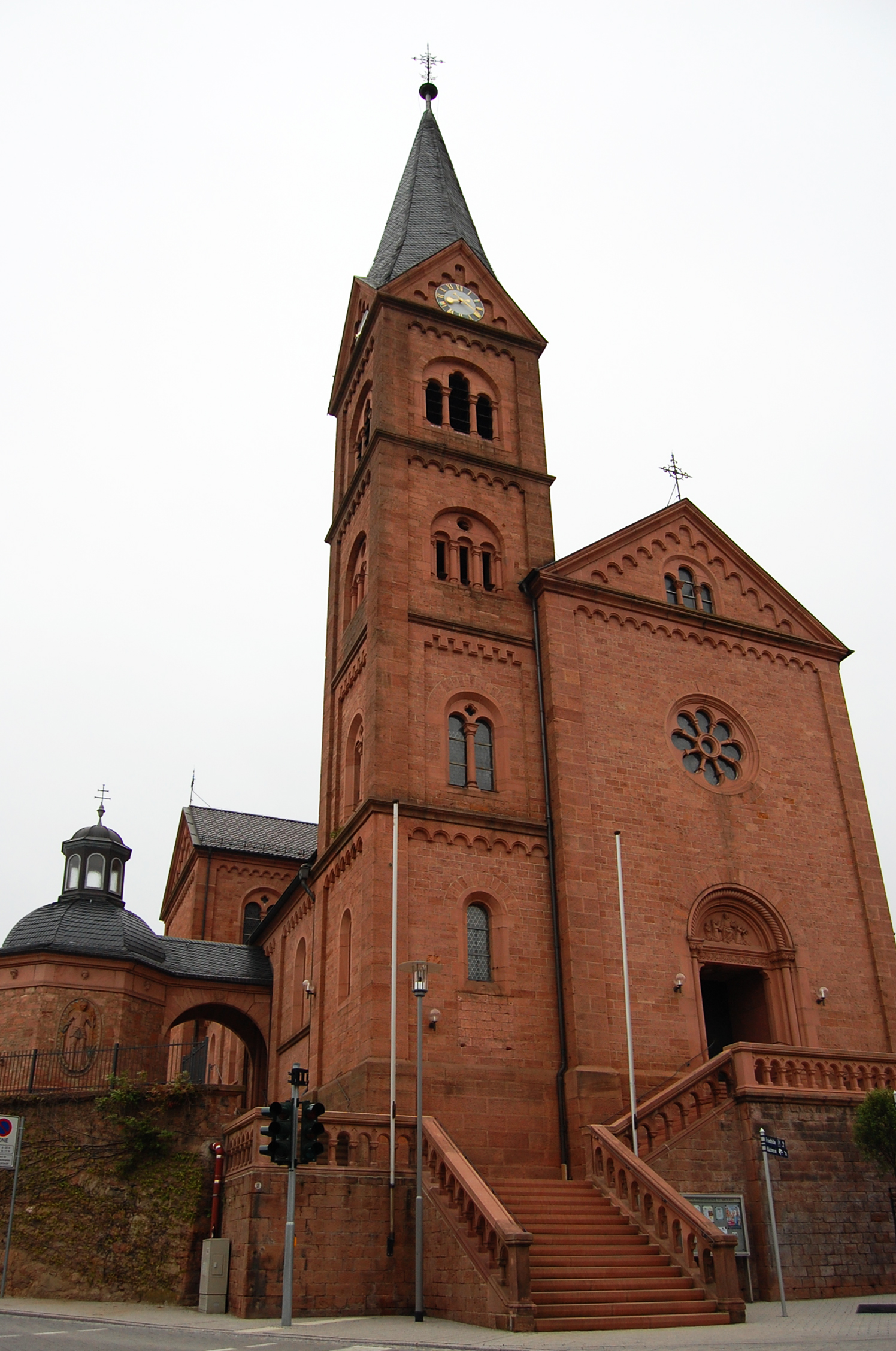
St. Nikolaus
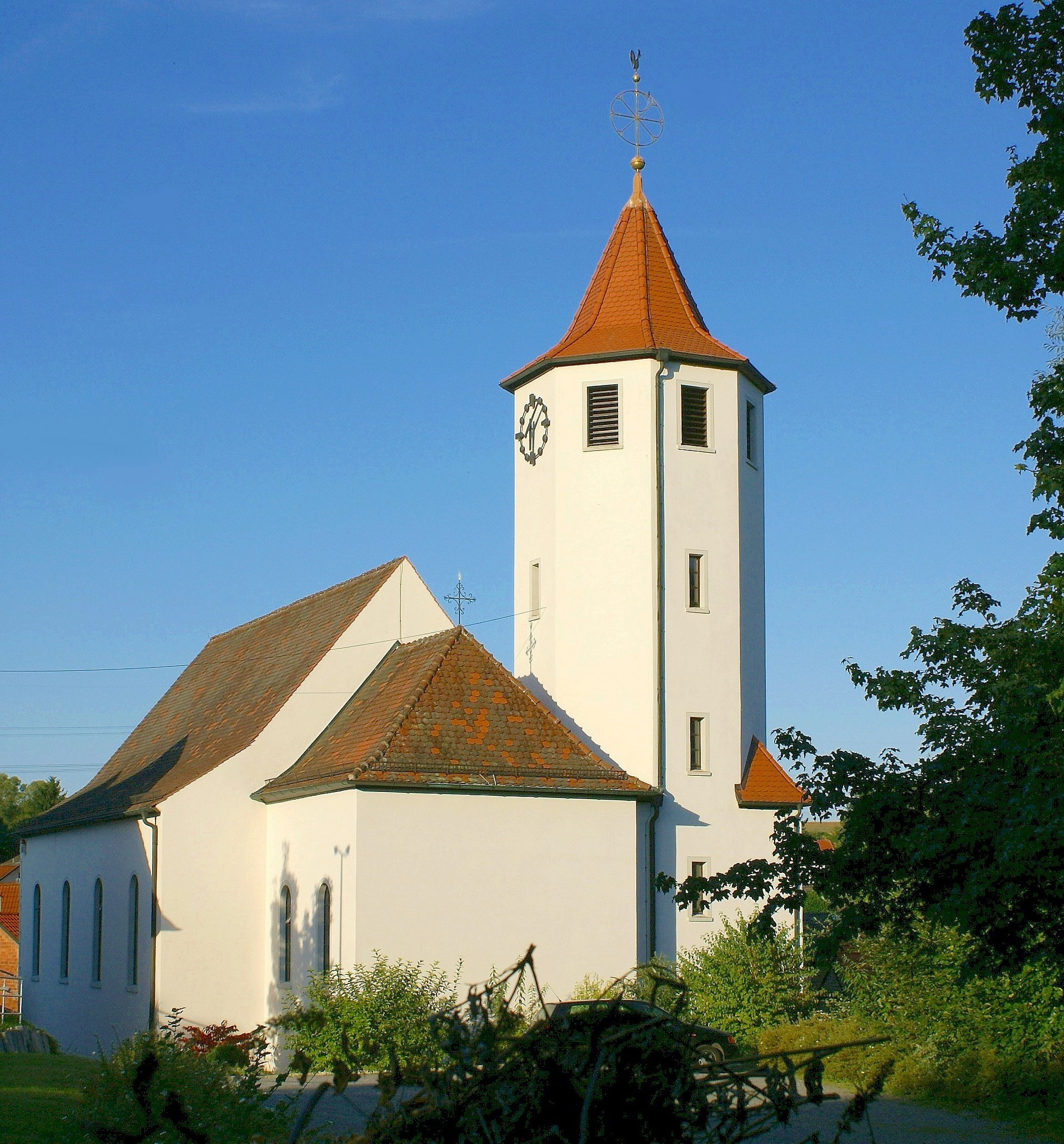
St. Wendelin

#### Pfarreiengemeinschaft Hösbach – Maria an der Sonne (Hösbach)
- Pfarrei St. Michael Hösbach, mit Kreuzkapelle
- Pfarrei Zur Mutterschaft Mariens Hösbach-Bahnhof
- Pfarrei St. Agatha Schmerlenbach mit Kapelle im Bildungshaus Maria an der Sonne
- Kuratie St. Barbara Wenighösbach

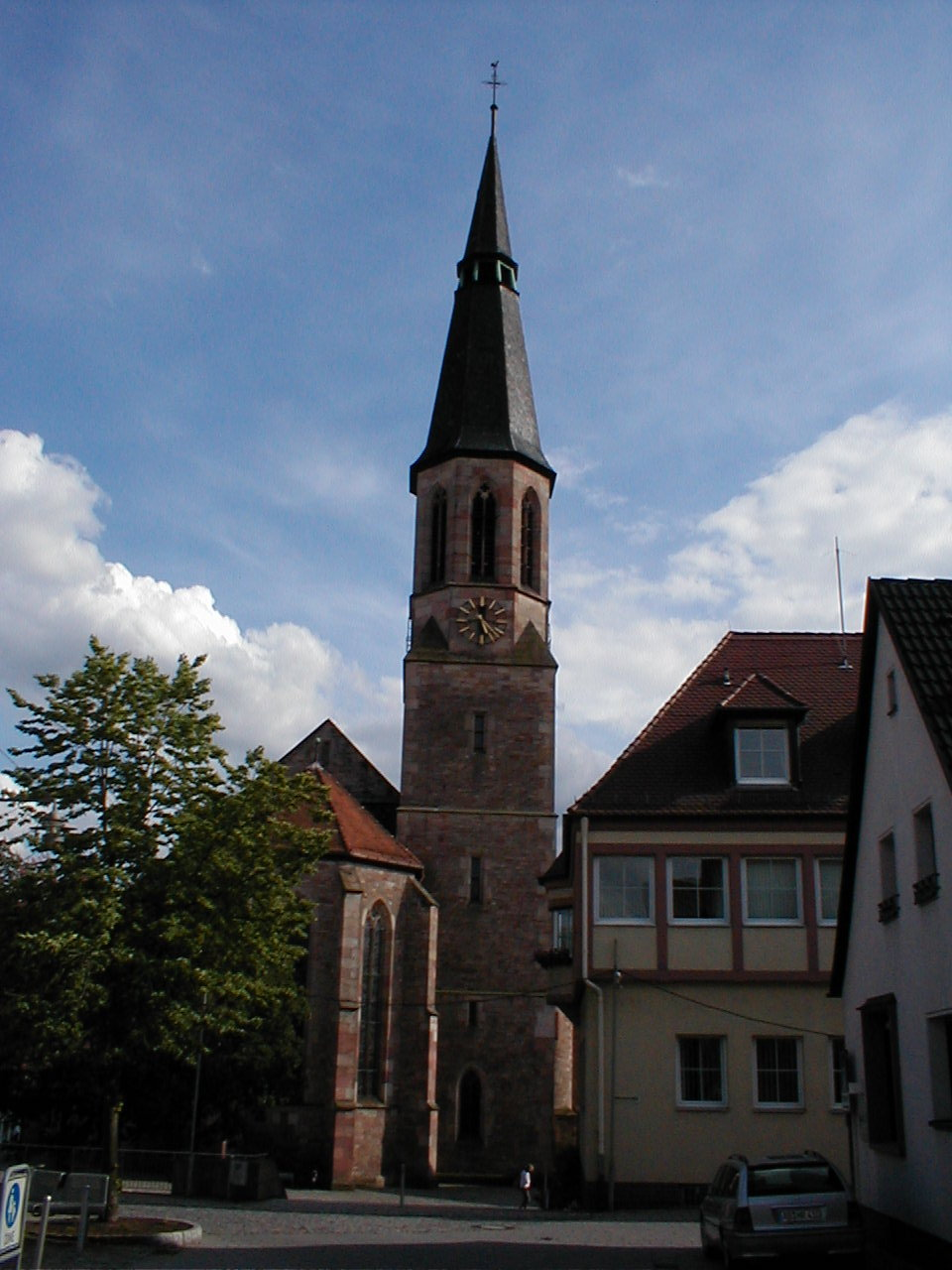
St. Michael
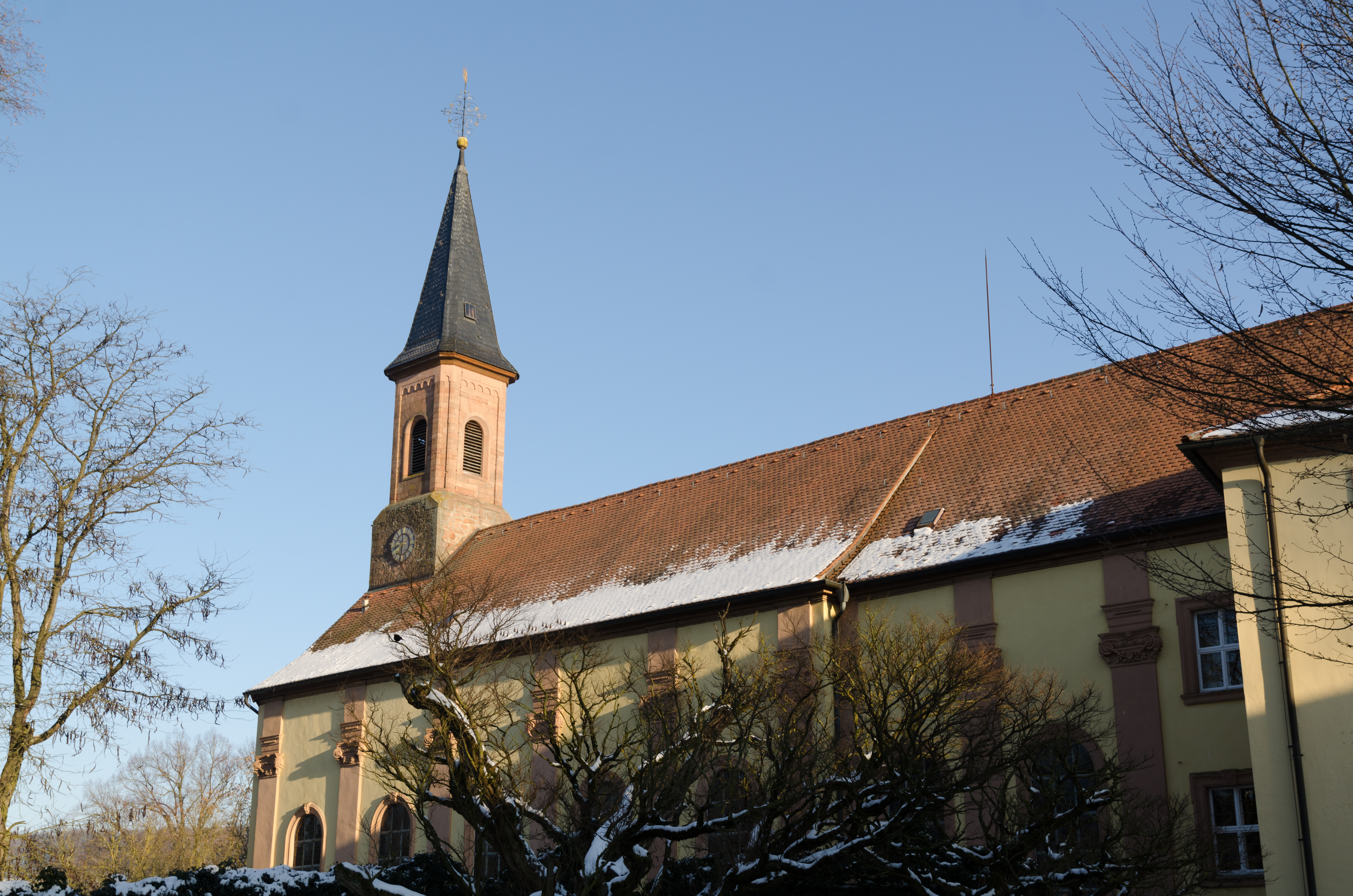
St. Agatha
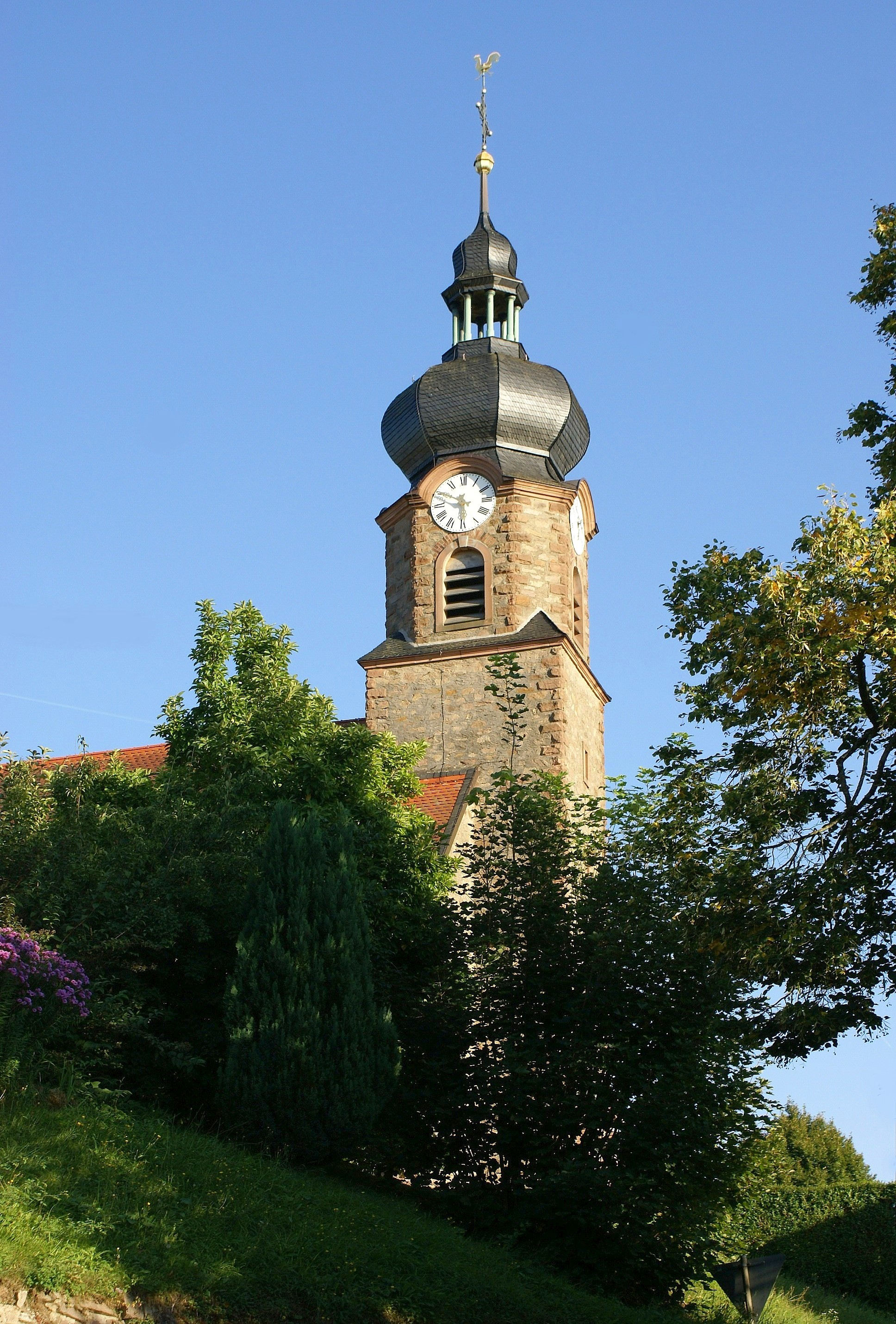
St. Barbara

#### Pfarreiengemeinschaft St. Vitus im Vorspessart (Rottenberg)
- Pfarrei St. Antonius von Padua Rottenberg mit Marienkapelle
- Kuratie St. Johannes Nepomuk Feldkahl mit Feldkahler Kapelle
- Pfarrei Auferstehung unseres Herrn Jesus Christus – St. Vitus Sailauf mit St. Wendelin Eichenberg, Marienkapelle Eichenberg

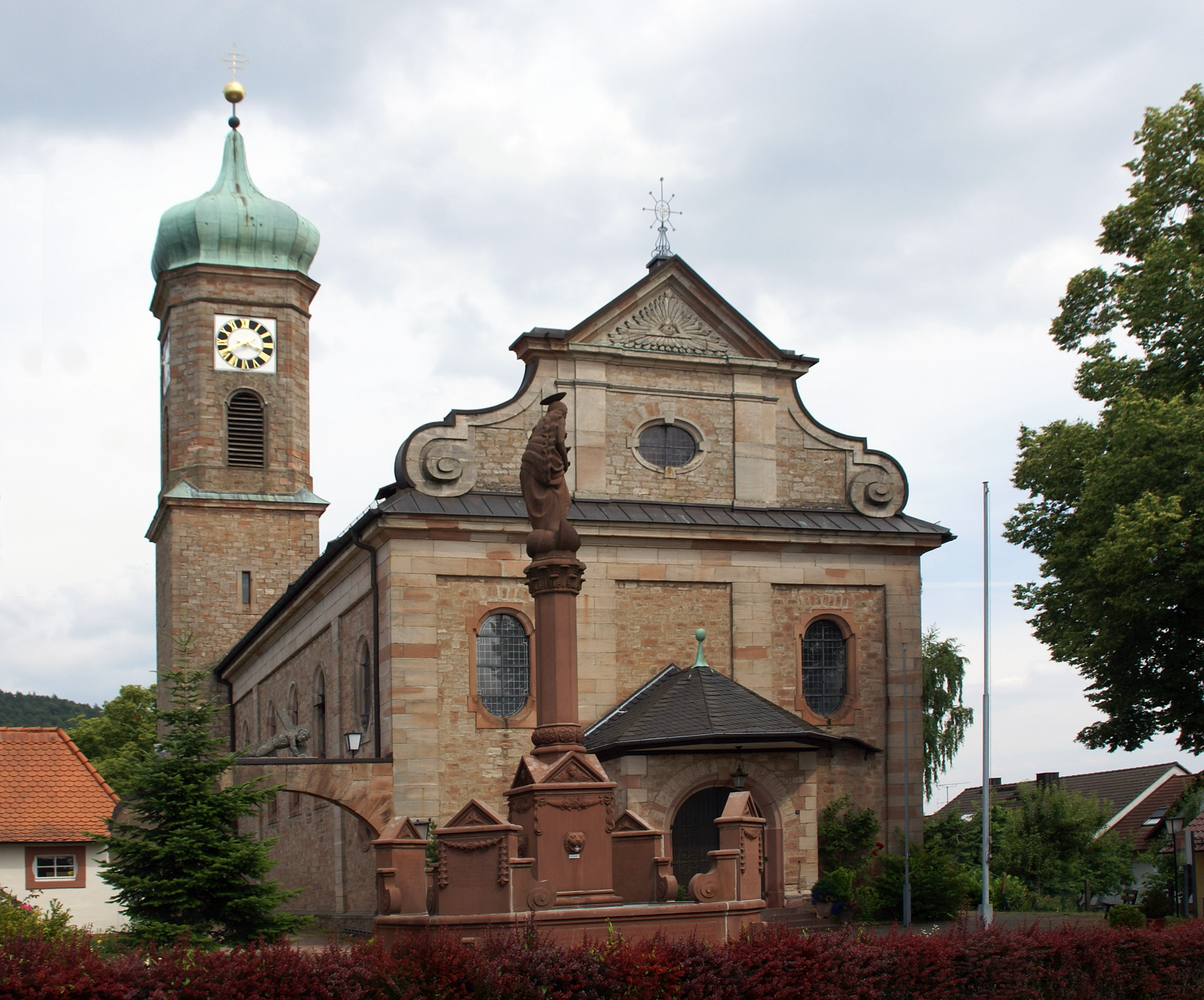
St. Antonius
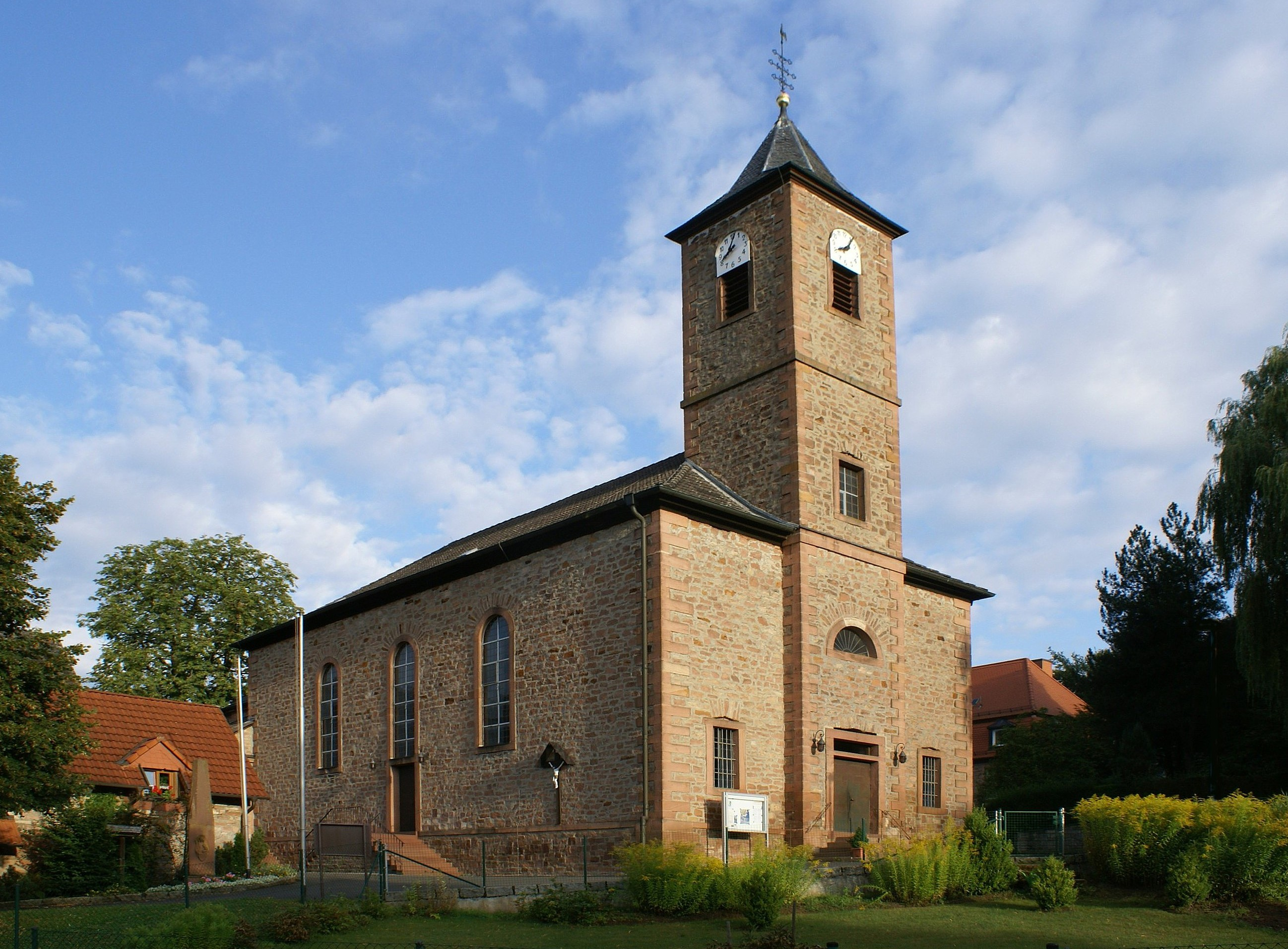
St. Johannes Nepomuk
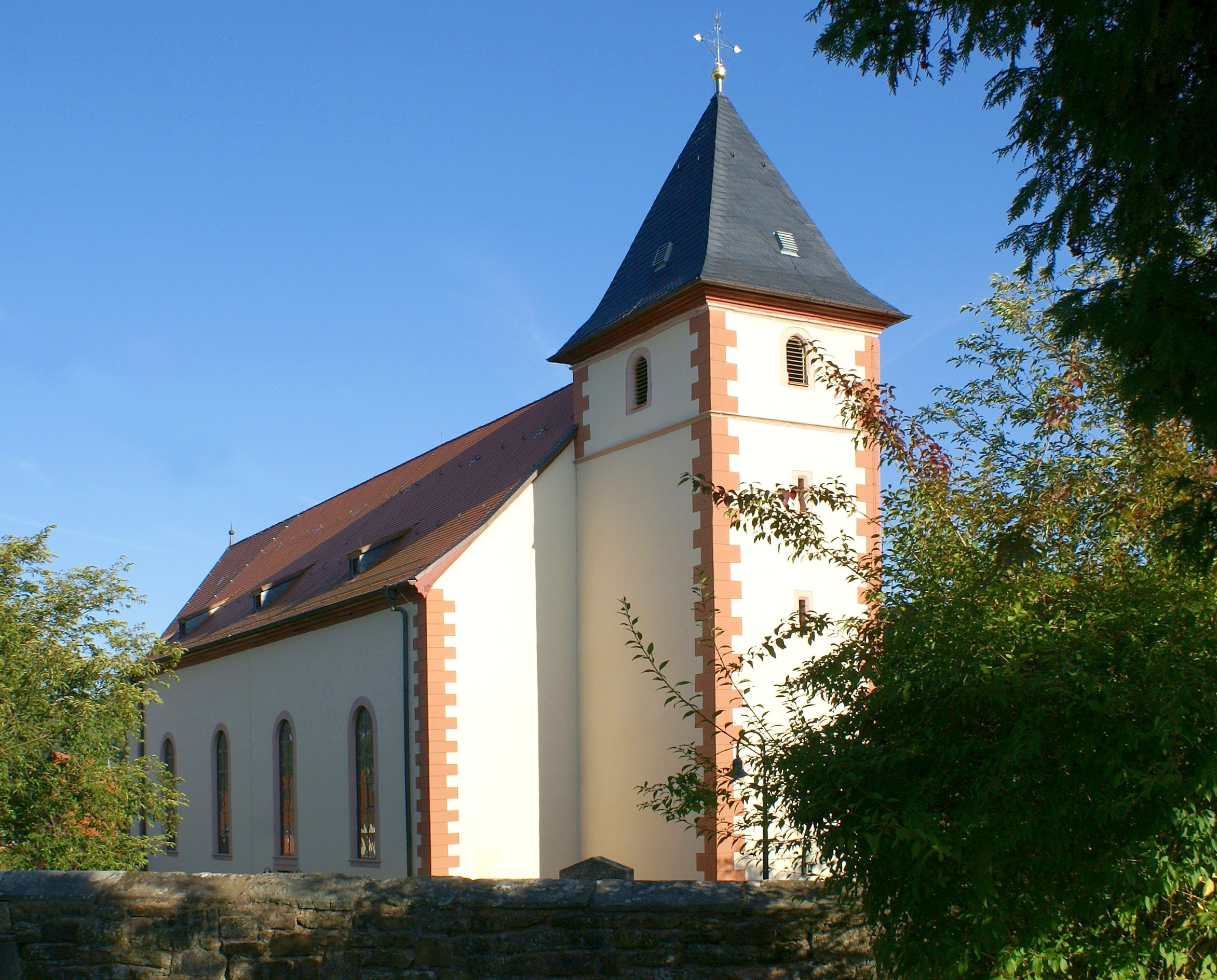
St. Vitus
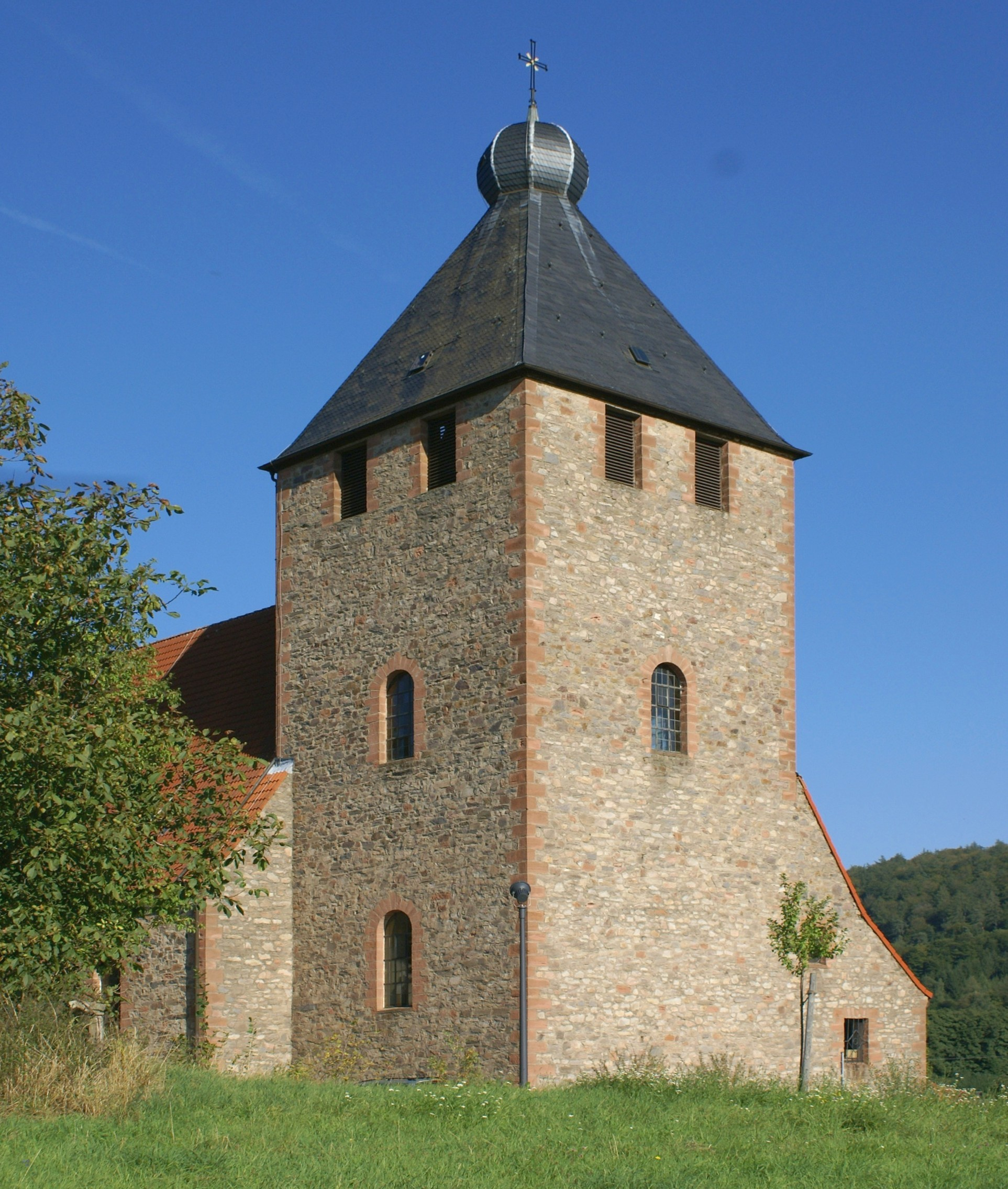
St. Wendelin

#### Pfarreiengemeinschaft St. Hubertus im Spessart (Waldaschaff)
- Pfarrei St. Nikolaus Rothenbuch mit Wendelinuskapelle Lichtenau
- Pfarrei St. Michael Waldaschaff
- Pfarrei St. Johannes Nepomuk Weibersbrunn

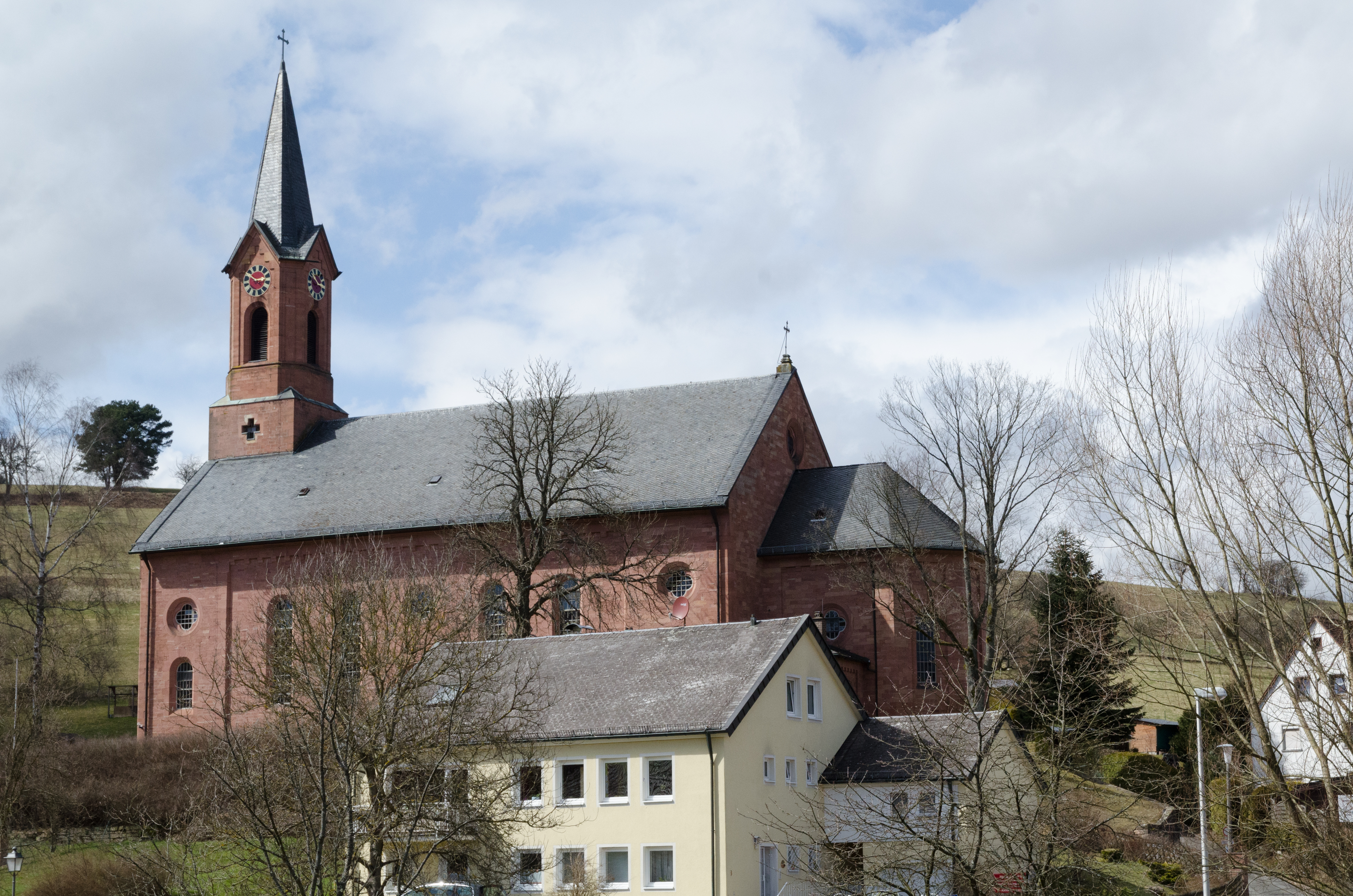
St. Nikolaus
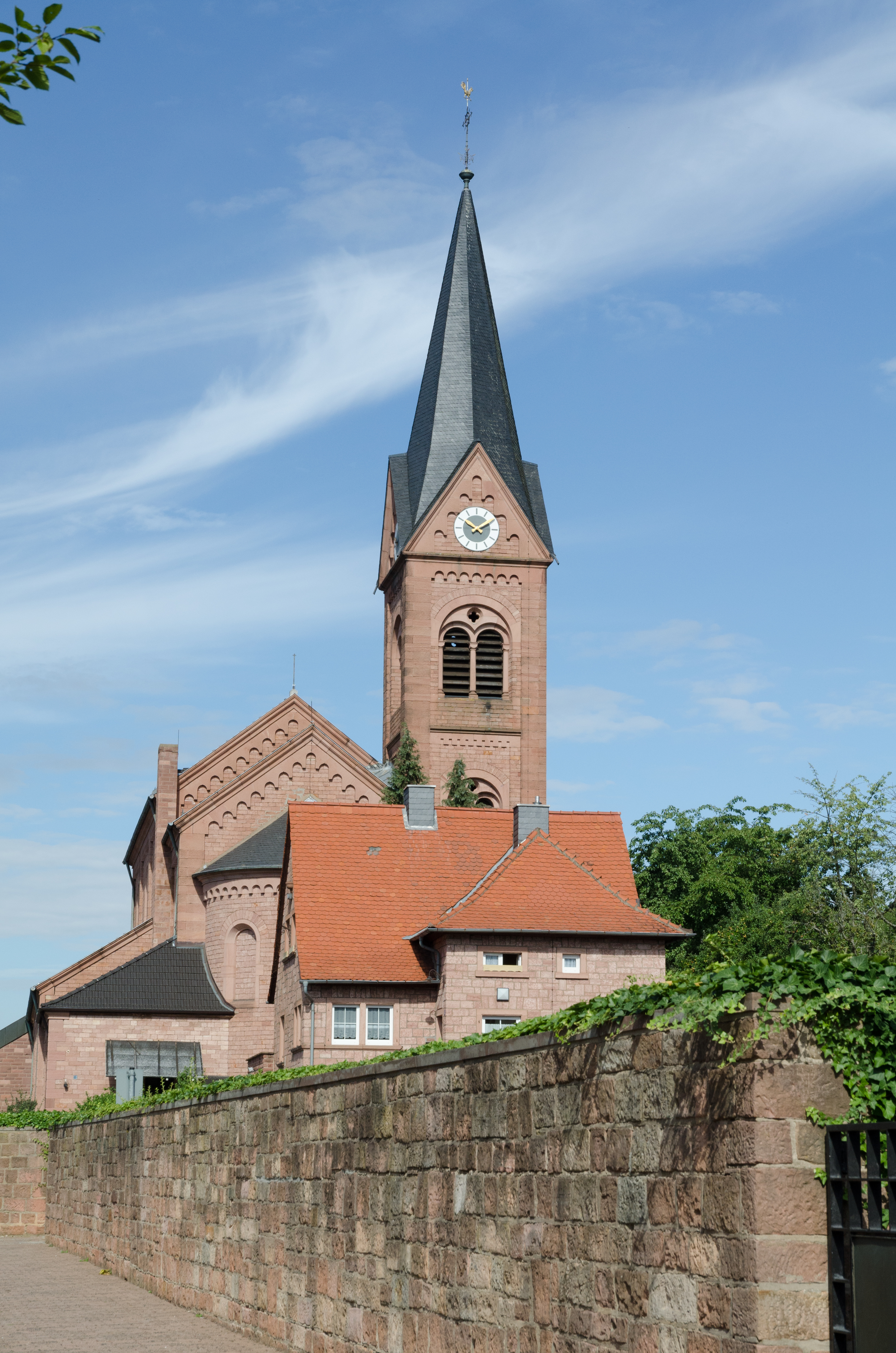
St. Michael
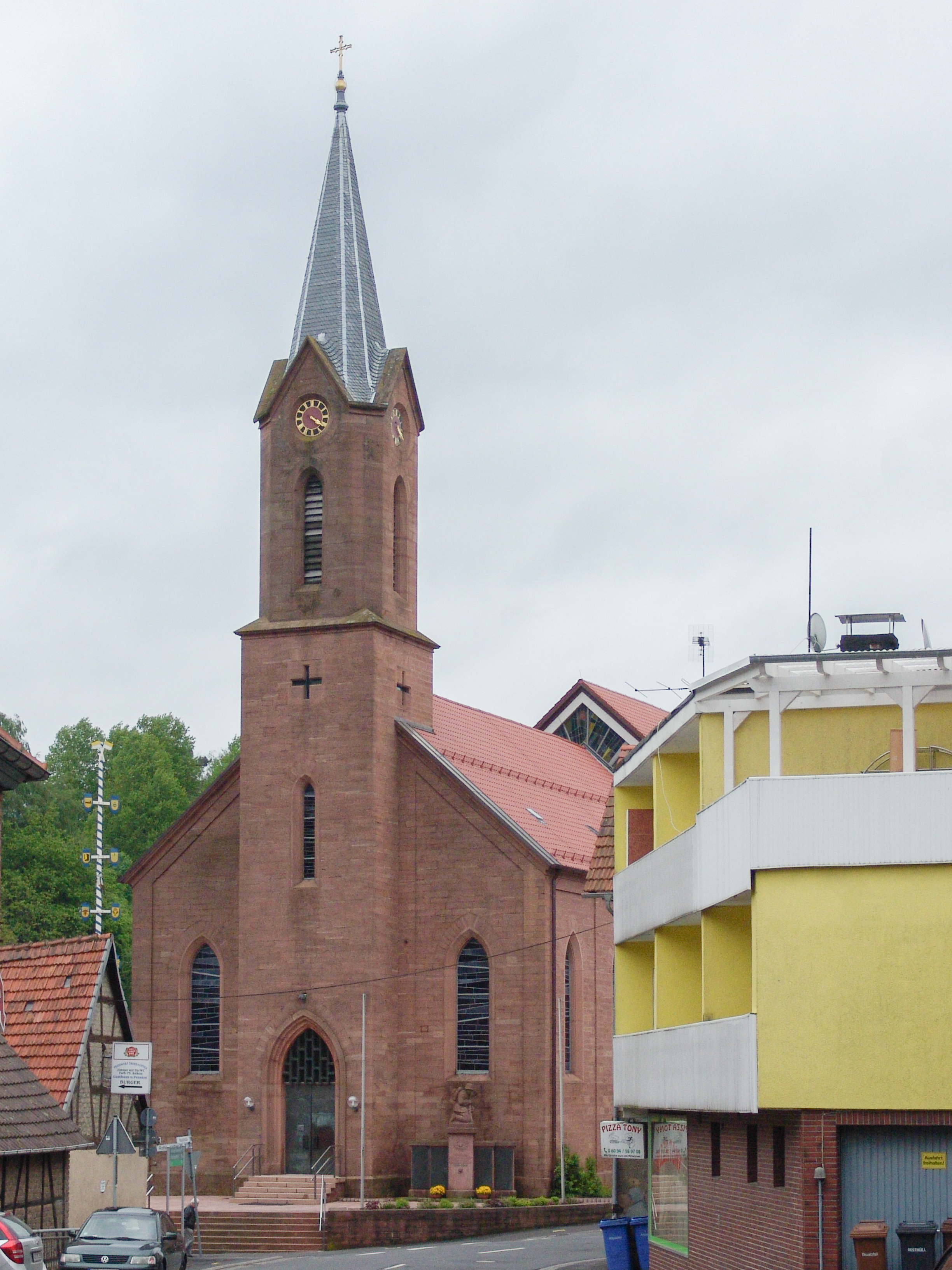
St. Johannes Nepomuk

#### Pfarreiengemeinschaft Bessenbach (Keilberg)
- Pfarrei St. Georg Keilberg mit Marienkapelle Steiger, Kapelle St. Johannes Nepumuk Unterbessenbach, Wendelinuskapelle Waldmichelbach
- Pfarrei St. Stephanus Oberbessenbach mit St. Ottilia (Wallfahrtskirche)
- Kuratie St. Wendelin Straßbessenbach mit St. Wendelin (alt)

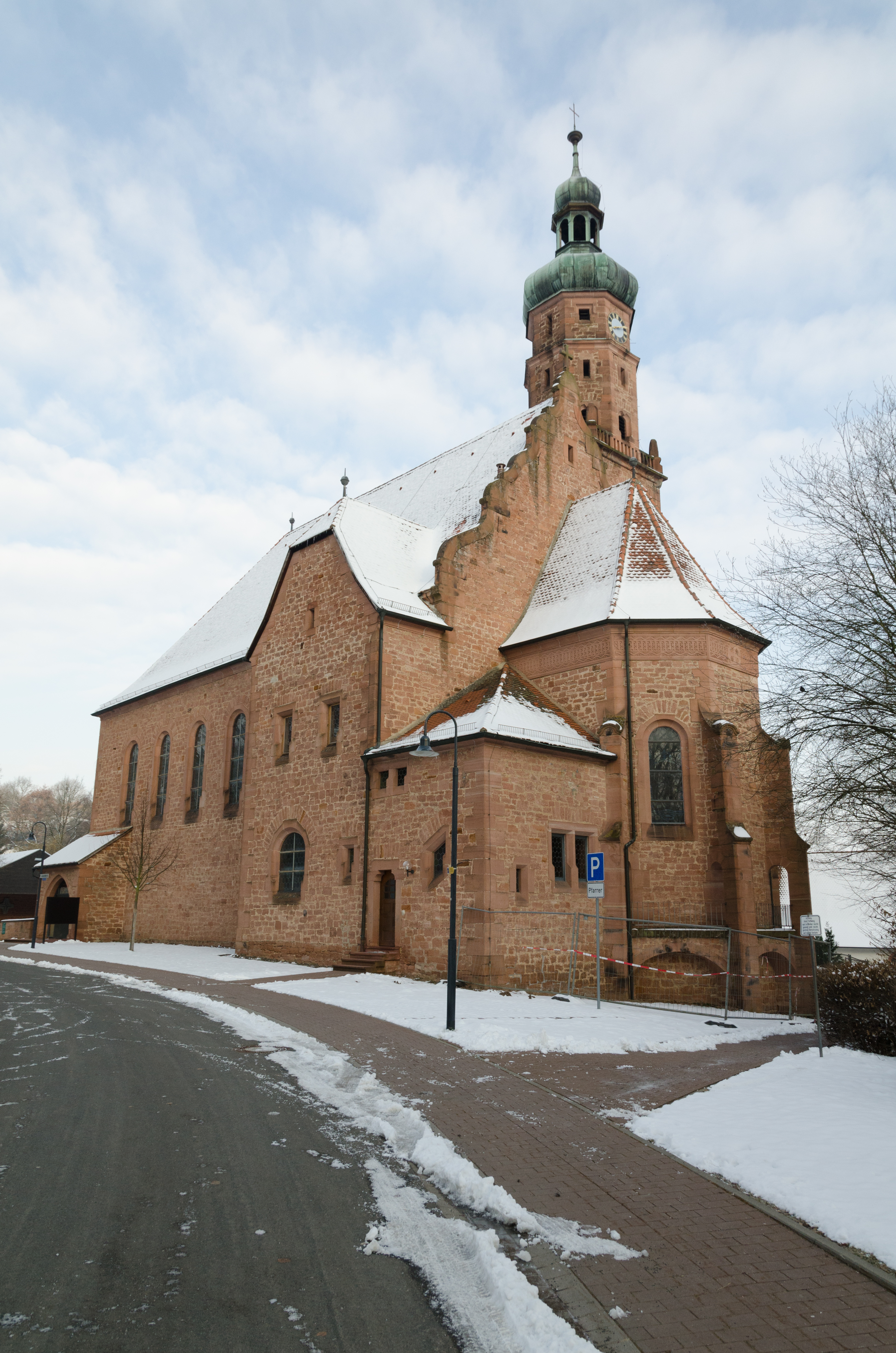
St. Stephanus
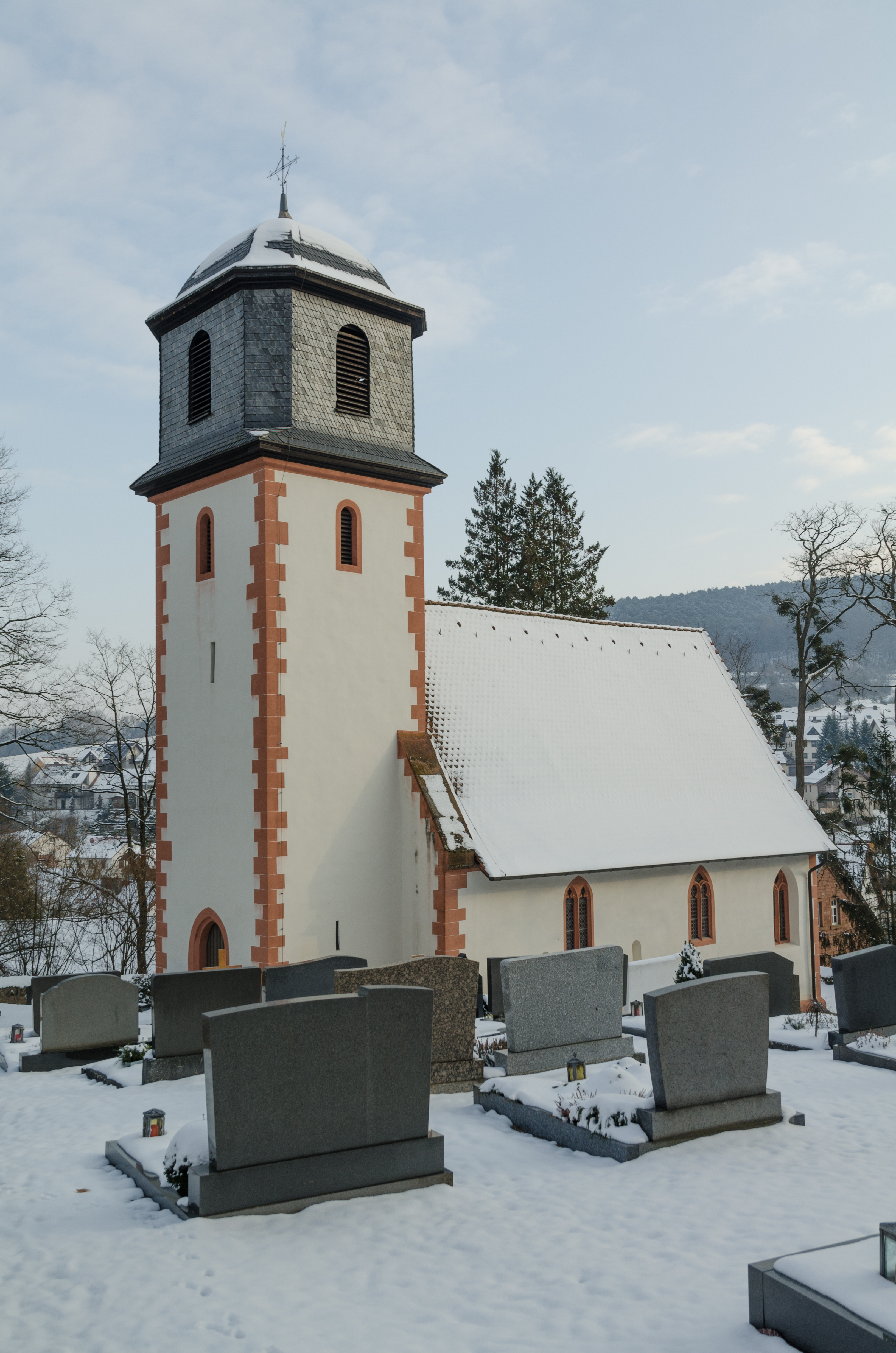
St. Ottilia

#### Pfarreiengemeinschaft Maria Regina im Spessart (Heimbuchenthal)
- Pfarrei St. Johannes (Apostel) Heimbuchenthal mit Kapelle Herrin der Berge und Maria Heimsuchung Heimathen
- Pfarrei Mariä Himmelfahrt Hessental-Mespelbrunn
  - Pfarr- und Wallfahrtskirche Mariä Himmelfahrt Hessenthal
  - Allerseligste Jungfrau Maria (Wallfahrtskapelle) Hessenthal
  - Herrenbildkapelle (Marienkapelle) Hessenthal
  - St. Maximilian Kolbe Mespelbrunn
  - Dreifaltigkeitskapelle Mespelbrunn
  - Schlosskapelle Mariä Geburt (Hauskapelle) Mespelbrunn
  - Gruftkapelle Maria Schnee (Familiengruft Ingelheim) Mespelbrunn
- Pfarrei St. Valentin Wintersbach (Dammbach, Ort) mit St. Wendelin Krausenbach (Dammbach) und Waldkapelle

Pfarrkirche und Wallfahrtskapelle Hessenthal
Herrenbild
Gruftkapelle

#### Pfarreiengemeinschaft Hochspessart (Heigenbrücken)
- Pfarrei St. Wendelin Heigenbrücken mit Dietrich-Bonhoeffer-Kirche und Herz-Jesu Jakobstal
- Kuratie St. Georg Heinrichsthal
- Pfarrei St. Jakobus der Ältere Wiesen mit Kreuzkapelle
- Pfarrei St. Andreas Wiesthal mit Herz-Jesu Krommenthal (2013 ausgeschieden s. Dekanat Lohr)
- Kuratie St. Josef der Bräutigam Neuhütten (2013 ausgeschieden s. Dekanat Lohr)

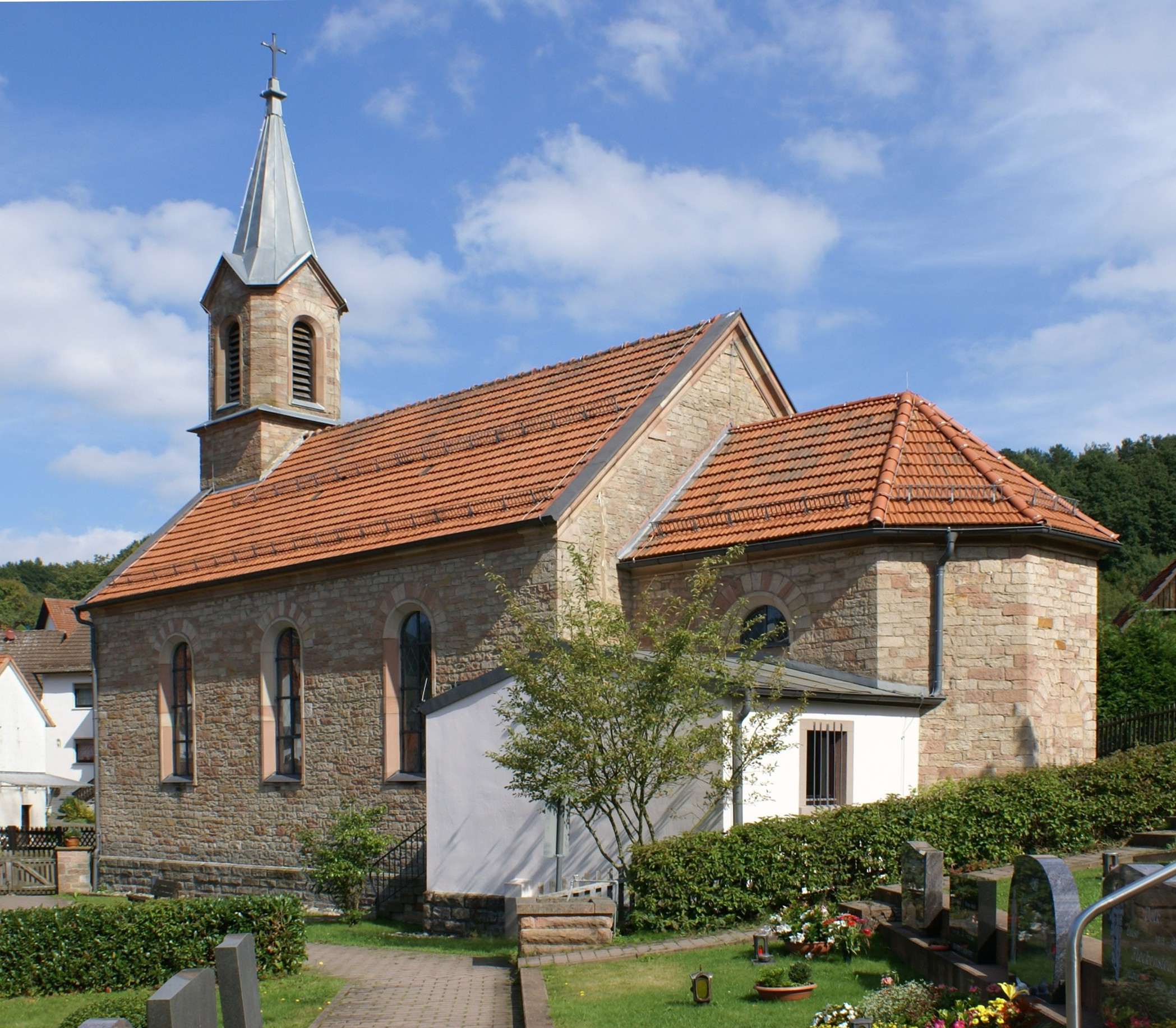
Herz-Jesu
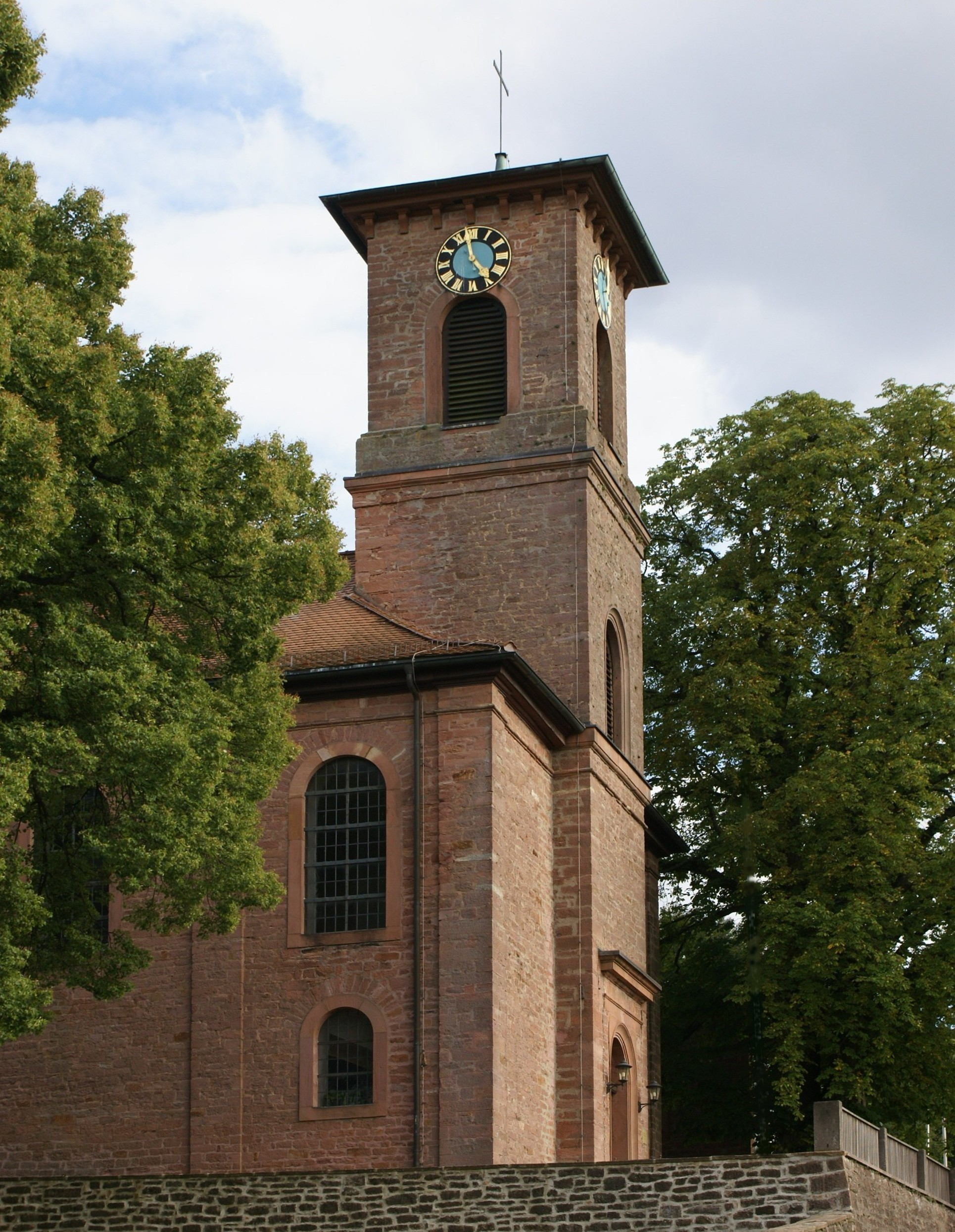
St. Georg
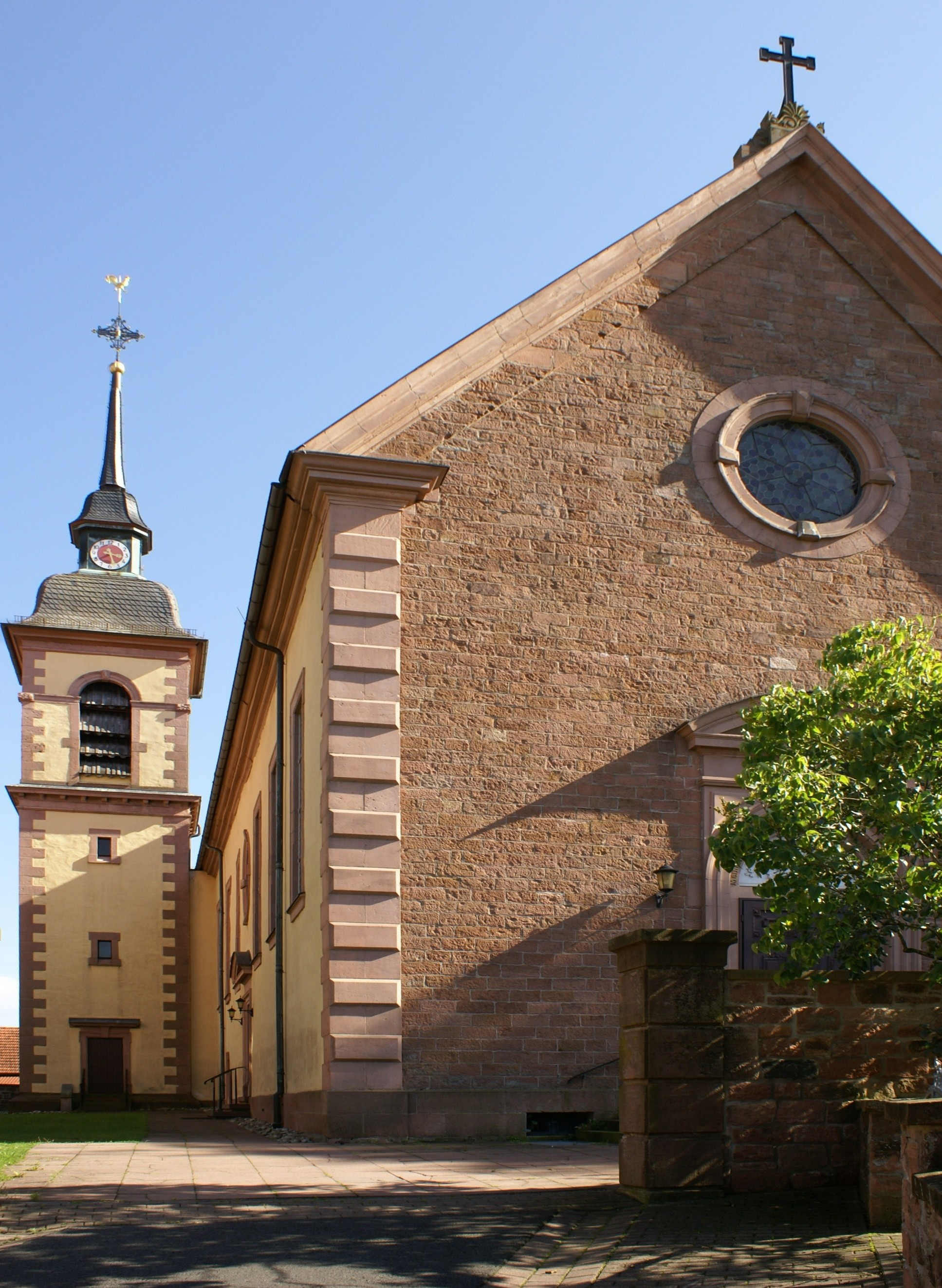
St. Jakobus
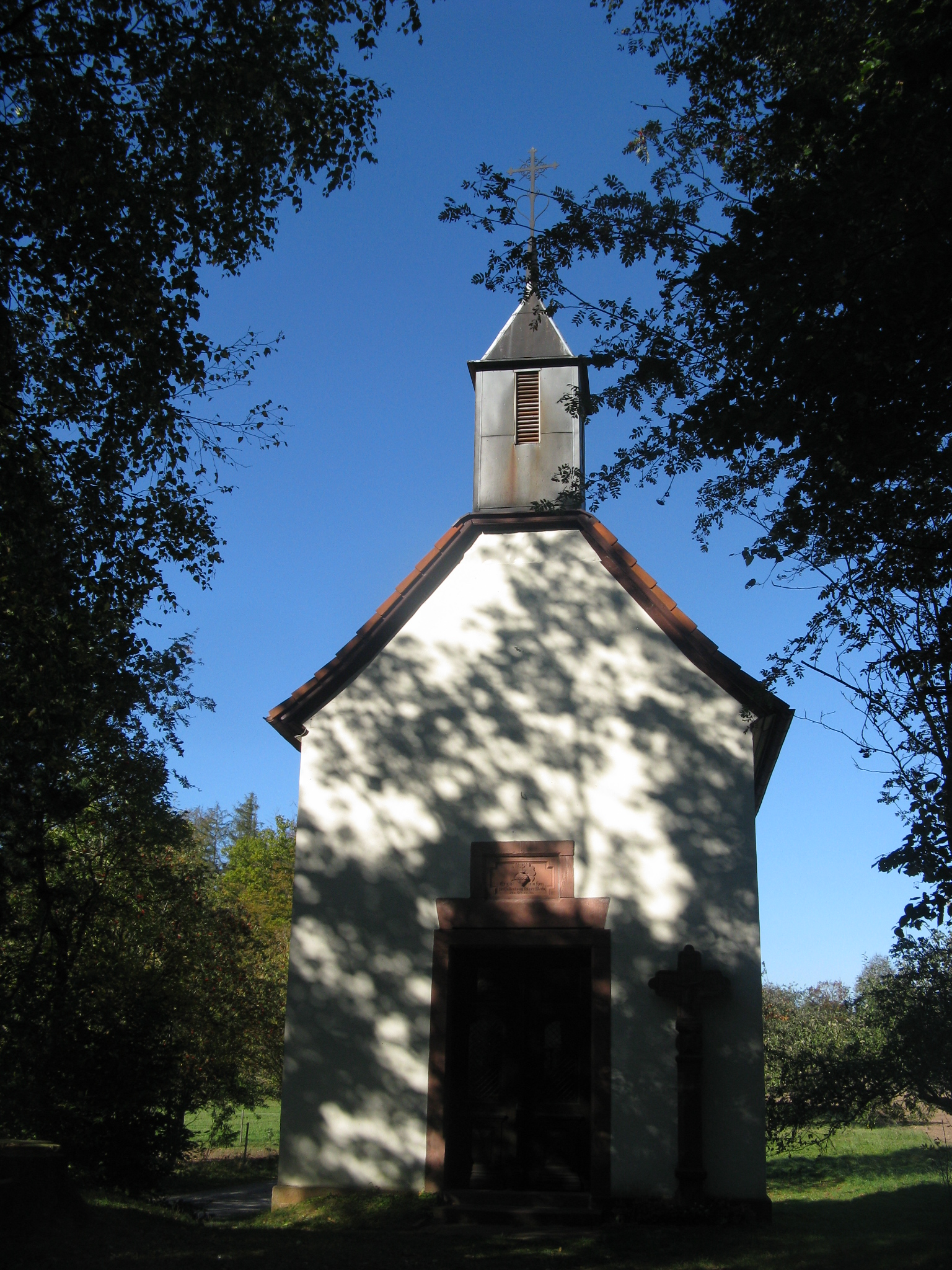
Kreuzkapelle
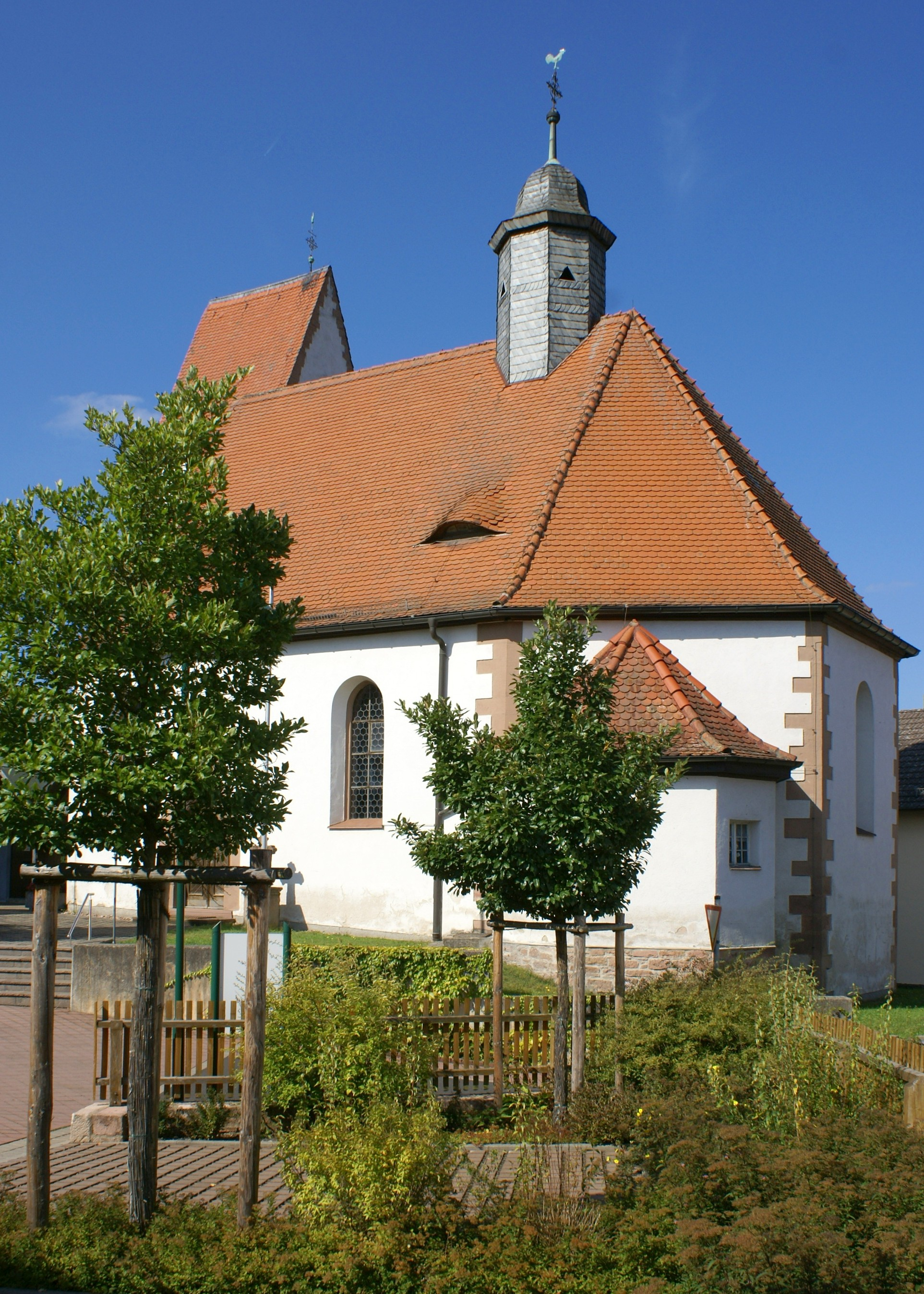
St. Andreas

### Einzelpfarreien

#### Einzelpfarrei Laufachtal
- Pfarrei St. Thomas Morus Laufach mit den Filialen Herz-Jesu Frohnhofen, St. Johannes der Täufer Hain

#### Einzelpfarrei Haibach
- Pfarrei St. Nikolaus von Flüe Haibach mit den Filialen St. Laurentius Dörrmorsbach, St. Johannes der Täufer Grünmorsbach.